# Аудекерк-ан-де-Амстел
Аудеркерк-ан-де-Амстел (нидерл. Ouderkerk aan de Amstel) — деревня в провинции Северная Голландия, Нидерланды. Является административным центром муниципалитета Аудеркерк. Расположена к юго-востоку от Амстердама, на берегах реки Амстел.

## Этимология
Название «Ouderkerk aan de Amstel» означает «Старая церковь на Амстеле». Оно возникло для отличия от более поздних поселений, включая Амстердам. Слово «Ouder» (с нидерландского — «старый») указывает на раннее основание деревни и её церкви по сравнению с соседними населёнными пунктами.

## История
Окрестности Аудеркерка были заселены с раннего Средневековья. В XIII веке здесь появилась постоянная церковная община. До начала XX века деревня сохраняла сельский характер, а в XX веке стала частично пригородом Амстердама.

## Население
По данным Центрального бюро статистики Нидерландов, на 2021 год численность населения составляла 8 085 человек.

## Достопримечательности

### Еврейское кладбище Бет Хаим
В Аудеркерк-ан-де-Амстел расположено историческое португальско-еврейское кладбище Бет Хаим (ивр. בית חיים‎), основанное в XVII веке. Это одно из старейших еврейских кладбищ в Нидерландах. Здесь похоронены видные представители сефардской общины, включая раввинов, учёных и художников. Кладбище известно своими богато украшенными надгробиями с символикой, эпитафиями и рельефами, выполненными в стиле барокко и классицизма.

### Искусство
Местные пейзажи вдохновляли нидерландских художников Золотого века. Художник Якоб ван Рейсдал неоднократно изображал окрестности Аудеркерка-ан-де-Амстел в своих полотнах.

## Архитектура
В деревне сохранилось несколько исторических зданий, включая старую церковь и жилые дома XVII—XVIII веков. Некоторые постройки внесены в список национальных памятников архитектуры.

## Транспорт
Аудеркерк-ан-де-Амстел связан с Амстердамом региональными дорогами и автобусными маршрутами. Ближайшие железнодорожные станции находятся в Амстелвене и Амстердаме.

## Спорт
В деревне находится спортивный комплекс Спортпарк Де Тукомст, принадлежащий футбольному клубу «Аякс» и используемый для игр и тренировок команды «Йонг Аякс» и других составов клуба.